# Коперланд (Канзас)
Коперланд (енгл. Copeland) град је у америчкој савезној држави Канзас.

## Демографија
По попису из 2010. године број становника је 310, што је 29 (-8,6%) становника мање него 2000. године.
| Група             | 2000.       | 2010.       |
| Белци             | 300 (88,5%) | 288 (92,9%) |
| Афроамериканци    | 0 (0,0%)    | 5 (1,6%)    |
| Азијати           | 0 (0,0%)    | 0 (0,0%)    |
| Хиспаноамериканци | 33 (9,7%)   | 16 (5,2%)   |
| Укупно            | 339         | 310         |